# ليلة النسر (فلم)
ليلة النسر (بالإنجليزية: Night of the Eagle) هو فيلم روائي رعب بريطاني أبيض وأسود تم عرضه عام 1962 وإخراج سيدني هاريز ، ومقتبس عن قصة الزوجة المشعوذة لفرتيز لا بير وبطولة جانيت بلير وبيتر وينجاردي ومارجريت جونسون وأنتوني نيكولز وكاثلين بايرون وتدور حول أكتشاف أستاذ جامعي أثار أعمال شعوذة متورطة بها زوجته داخل حرم الجامعة.

## القصة
نورمان تايلور أستاذ علم النفس يحاضر عن أنظمة المعتقدات والخرافات. بعد مشهد تبحث فيه زوجته بشكل محموم وتجد دمية تركها منافس عمل غيور، يكتشف أن زوجته تانسي تمارس لعبة obeah، المشار إليها في الفيلم باسم «السحر الاستحضاري»، والتي تعلمتها في جامايكا. تصر على أن سحرها كان مسؤولاً عن تقدمه السريع في مسيرته الأكاديمية ورفاهيته العامة. نورمان بعقلانية حازمة، يغضب من قبولها للخرافات. ويجبرها على حرق جميع أدواتها السحرية.
بدأت الأمور تسوء على الفور: حيث تتهم طالبة نورمان بالاغتصاب، ويهدده صديقها بالعنف، ويحاول شخص ما اقتحام منزل تايلور أثناء عاصفة رعدية. تانسي، ترغب في التضحية بحياتها من أجل سلامة زوجها، حيث كادت أن تغرق نفسها ولم يتم إنقاذها إلا في اللحظة الأخيرة من خلال استسلام نورمان للممارسات التي تقوم بها.[بحاجة لمصدر]
تهاجمه تانسي بسكين وهي في حالة نشوة، لكن نورمان ينزع سلاحها ويحبسها في غرفتها. مشيتها العرجاء أثناء الهجوم تعطي نورمان دليلاً للشخص المسؤول عن حظه السيئ: سكرتيرة الجامعة فلورا كار، زوجة ليندسي التي توقفت مسيرتها المهنية لصالح نورمان. تستخدم فلورا السحر لإشعال النار في منزل تايلور مع احتجاز تانسي بداخله.[بحاجة لمصدر]
باستخدام أحد أشكال التنويم المغناطيسي السمعي عبر نظام مكبر الصوت، تقنع فلورا نورمان بأن نسرًا حجريًا عملاقًا يجلس في أعلى كنيسة الجامعة قد عاد إلى الحياة لمهاجمته. تصل ليندسي إلى المكتب وتطفئ مكبر الصوت ويختفي النسر الوهمي. تهرب تانسي من منزلها المحترق وتنضم مجددًا إلى زوجها الذي لم يعد متشككًا. في طريقهم للخروج من الحرم الجامعي، يرى ليندسي أن أبواب الكنيسة الثقيلة تنفتح (وهكذا تركها نورمان في «هروبه» من النسر)، وأصر على إغلاقها على الرغم من احتجاجات فلورا. وبينما كانت تنتظره، سقط تمثال النسر من السطح وقتلها.[بحاجة لمصدر]

## طاقم التمثيل
- بيتر وينجارد في دور نورمان تايلور
- جانيت بلير في دور تانسي تايلور
- مارغريت جونستون في دور فلورا كار
- أنتوني نيكولز في دور هارفي ساوتيل
- كولين غوردون في دور ليندسي كار
- كاثلين بايرون في دور إيفلين سوتيل
- ريجينالد بيكويث في دور هارولد جينيسون
- جوديث ستوت في دور مارغريت أبوت

## الإنتاج
كان ريتشارد ماثيسون وتشارلز بومونت معجبين بالرواية وقررا تعديلها. دفع 5000 دولار لكل منهم من قبل جيمس إتش نيكلسون من AIP، الذي سلم المشروع إلى المنتجين المشاركين المنتظمين في AIP، Anglo-Amalgamated في إنجلترا. وافقوا على التمويل وتخصيص الفيلم لفنانين مستقلين لإنتاجه. اشترى المنتج ألبرت فينيل جورج باكست للعمل على السيناريو. تم نشر النص الأصلي (الذي بدأه ماثيسون وأكمله بومونت) في طبعة Gauntlet Press من He Is Legend، وهي مختارات تحية لماثيسون، ولكن ليس في الغلاف الورقي اللاحق.
استغرق التصوير ستة أسابيع. كان جزء من صفقة التمويل الأنجلو-دمج هو أن يلعب النجم دور البطولة؛ كان من المفترض في الأصل أن يقوم بيتر كوشينغ بدور البطولة لكنه قرر أن يجعل الكابتن كليج بدلاً من ذلك. انضمت نجمة الكوميديا الموسيقية جانيت بلير وأشاعت أن البطل قد تم عرضه على كل من بيتر فينش وكوشينغ. رفض فينش الجزء وكان كوشينغ مريضًا في الوقت الذي كان من المقرر أن يدخل فيه الفيلم مرحلة الإنتاج. تم اختيار بيتر وينجارد في اللحظة الأخيرة.

## الجوائز والأوسمة
في عام 1963، رشح فيلم «ليلة النسر» لجائزة هوغو لأفضل عرض درامي.

## وصلات خارجية
ليلة النسر على موقع IMDb (الإنجليزية)
- ليلة النسر على موقع نتفليكس (الإنجليزية)
- ليلة النسر على موقع ألو سيني (الفرنسية)
- ليلة النسر على موقع Turner Classic Movies (الإنجليزية)
- ليلة النسر على موقع أول موفي (الإنجليزية)
- ليلة النسر على موقع فيلمافينيتي (الإسبانية)
- ليلة النسر على موقع قاعدة بيانات الأفلام السويدية (السويدية)
- ليلة النسر على موقع قاعدة بيانات الفيلم (الإنجليزية)
- ليلة النسر على موقع ليتربوكسد (الإنجليزية)
- ليلة النسر على موقع كينوبويسك (الروسية)